# Wasabi – Mar, mint a mustár
A Wasabi – Mar, mint a mustár (eredeti cím: Wasabi) 2001-ben bemutatott francia-japán akció-filmvígjáték, melynek rendezője Gérard Krawczyk, forgatókönyvírója Luc Besson. A főszerepben Jean Reno, Michel Muller és Hiroszue Rjóko látható. Franciaországban a film eredeti címe: Wasabi, la petite moutarde qui monte au nez azaz "Vaszabi, a kis mustár, ami megcsavarja az orrodat is".
A film arról a jelenetről kapta a címét, amikor a főhős, Hubert Fiorentini (Jean Reno), rezzenés nélkül megeszik egy egész adag vaszabit egy japán étteremben.

## Cselekmény
|  | Alább a cselekmény részletei következnek! |

Egy transzvesztita provokatívan táncol egy szórakozóhelyen egy baráti társasággal míg nem hirtelen hatalmast ütést szenved el Hubert (ejtsd: Über) Fiorentinitől (Reno), a francia rendőrség felügyelőjétől. Fiorentini megbilincselten vonszolja őt ki a klubból, amikor a baráti társaságból többen is a transzvesztita segítségére sietnek. Aki túl közel jött, illetve meg akarta akadályozni a felügyelő távozását, azt Fiorentini leüti. Az egyik ilyen segítő maga a rendőrfőnök fia.
Hubert Fiorentini a fenyítés és az erőszak szokatlan módszereit használja céljai elérésében, ezért a hivataltól büntetésből fizetett szabadságra küldik. Annak ellenére, hogy sikereket ér el a bűnözés elleni harc terén és látszólag kellemes életet él, a golfozás, és egy gyönyörű nő (Bouquet) sem tudja elfeledtetni egyetlen igaz szerelmét, Mikót, aki egy japán kémnő és akivel 19 évvel ezelőtt ismerkedett meg. Miután a nő meghal, egy japán ügyvéd Isibasi (Hirata Haruhiko) felolvassa Hubert-nek Miko végakaratát.
Isibasi tájékoztatja Fiorentinit, hogy őt jelölték meg Jumi (Hiroszue) gyámjaként. Jumi a tüzes, és imádnivaló  különc japán-francia tizenéves lány, akire neki kell vigyáznia, mígnem eléri a felnőttkort: ami két nap (a felnőttkor Japánban 20 év). Jumi úgy tudja, hogy anyját egy ismeretlen férfi megerőszakolta és ő e nemi erőszak gyermeke. Ezért gyűlöli ismeretlen apját is. Hubert rájön, hogy Jumi az ő lánya, de nem mondja meg neki, mert úgy véli elmenekülne a lány tőle.
Fiorentini leleplező bizonyítékokat talál arra, hogy Miko bűncselekmény áldozata lett. Rájön, hogy Miko egy kisebb vagyont lopott a Jakuzától, amit Juminak szánt, ha eléri a felnőttkort. Fiorentininek Momo (Müller) segít az ügy felderítésében (Momo egykori hírszerző kolléga és Tokióban él). Momo további kutatásokat végez Miko halálával kapcsolatban és Jumi védelmére két fegyverekkel teli fémbőröndöt hoz Fiorentininek.
Miután a Jakuza fogságába esnek, Jumi rájön, hogy Fiorentini az ő apja. Az egykori hírszerző kollégák segítségével, Fiorentini és Momo kiszabadítja Jumit az emberrablók fogságából, amikor azok megpróbálják a pénzt felvenni Jumi bankszámlájáról. A mentési kísérlet során  lövöldözés tör ki, és minden Jakuzát lelőnek. A megpróbáltatásokat követően Fiorentini visszatér Franciaországba, miután megígérte Juminek, hogy egy hónap múlva magához veszi. A gép indulása előtt egy csoport vámtisztviselő lép be az utaskabinba két ismerős fém bőrönddel a kezükben és a tulajdonos után érdeklődve.
|  | Itt a vége a cselekmény részletezésének! |

## Szereplők
- Hubert Fiorentini felügyelő: Jean Reno
- Josimido Jumi: Hiroszue Rjóko - Fiorentini lánya
- Maurice 'Momo': Michel Muller - egykori hírszerző kolléga
- Sofia Carole Bouquet - Fiorentini francia barátnője
- Jean-Baptiste #1: Ludovic Berthillot
- Jean-Baptiste #2: Yan Epstein
- Van Eyck: Michel Scourneau
- Squale: Christian Sinniger
- Olivier: Jean-Marc Montalto
- Irène: Alexandre Brik
- Josy: Fabio Zenoni
- Betty: Véronique Balme
- Del Ri:o Jacques Bondoux
- Takanava: Yoshi Oida - Jakuzavezér
- Isibasi: Hirata Haruhiko - Miko ügyvédje

## Filmzene
A filmzene albumon található számok címei
1. Wasabi Intro - 00:10
2. Shakoto & Narita - 02:02
3. "Qu'est-ce qu'elle a dit ?" Interlude - 00:05
4. Fa All Y'all (Remix) Da Brat - 03:10
5. Song To Miko - 01:29
6. Follow Me Nadia Fares - 04:15
7. "200 Millions De $" Interlude - 00:18
8. Hub's Bank - 02:19
9. Tokyo Dri - 02:14
10. Miko's Testimony - 01:04
11. "Tru" Interlude - 00:42
12. Killer Golf Gorillaz - Starshine - 00:39
13. Miss San - 01:22
14. "Personne Ne Bouge" Interlude - 00:04
15. Real Fonky Time Dax Riders - 03:32
16. Perfection Nadia Fares - 05:26
17. "Grenade" Interlude - 00:08
18. Techno Metal Maidi Roth & Franck Pilant - 03:28
19. A Picture of Miko - 01:08
20. "Shopping" Interlude - 00:04
21. Voodoo People Prodigy - 05:20
22. Kyoto Gardens - 01:48
23. "Une Vraie Pucelle" Interlude - 00:07
24. Shooting - 01:19
25. "Banque" Interlude - 00:22
26. Have A Receipt - 02:07
27. Miko's Ashes - 01:33

Azon zeneszámok listája, melyek nem szerepelnek az eredeti filmzene albumon
- Rasen – Onitsuka Chihiro 04:05
- Dive 1st Hit – BeForU (Remix DDR) 03:40
- Korega Watashino Ikiru Michi – Puffy (Remix Elvis) 03:25

## Forgatási helyszínek
- Kiotó, Japán
- Narita, Csiba, Japán
- Akihabara (a történet szerint Sindzsuku), Tokió, Japán

## Érdekességek
Hiroszue Rjóko nem tanult meg franciául. A filmezéskor fonetikusan tanulta be és mondta vissza a filmszövegben szereplő mondatokat.
A Starshine, egy kevésbé ismert Gorillaz szám is megjelenik a dalok között a filmben.
A történetet később egy tamil film is feldolgozta, aminek címe: 'Jaggubhai'.
Vannak jelenetek a filmben, melyekkel a Fekete eső című amerikai film előtt tisztelegnek. Ilyen például az éjféli jelenet a golf gyakorlópályán.

## Fordítás
- Ez a szócikk részben vagy egészben a Wasabi (film) című angol Wikipédia-szócikk fordításán alapul.  Az eredeti cikk szerkesztőit annak laptörténete sorolja fel. Ez a jelzés csupán a megfogalmazás eredetét és a szerzői jogokat jelzi, nem szolgál a cikkben szereplő információk forrásmegjelöléseként.